# World Baseball Classic
Il World Baseball Classic è un torneo di baseball a inviti riservato alle nazionali.
Considerando che la IBAF non organizza più un campionato mondiale ufficiale dal 2011, l'evento, per certi versi, può essere considerato, de facto, una sorta di Mondiale.

## Origini
Il torneo si distingue dai tornei ad organizzazione IBAF (International Baseball Federation) per la presenza in campo di numerosi giocatori militanti nella Major League Baseball (MLB) e soprattutto per il grosso contributo organizzativo della MLB stessa.
La prima edizione, svoltasi nel marzo del 2006, fu giocata tra Asia e America. Vi parteciparono sedici nazionali, in rappresentanza dei cinque continenti, suddivise in quattro gironi all'italiana, seguiti da una seconda fase e successivamente da semifinali e finalissima. Il primo titolo se lo aggiudicò la selezione del Giappone, che si impose sulla selezione di Cuba.
A partire dall'edizione 2023, che doveva disputarsi nel 2021, ma che è stata rimandata per via della pandemia di COVID-19, il numero di nazioni partecipanti è stato allargato da 16 a 20.

## Edizioni
| Anno | Nazione ospitante                              | Vincitore       | Punteggio          | Secondo posto | Terzo posto   | Quarto posto    | Num |
| ---- | ---------------------------------------------- | --------------- | ------------------ | ------------- | ------------- | --------------- | --- |
| 2006 | Giappone Porto Rico Stati Uniti                | Giappone        | 10-6               | Cuba          | Corea del Sud | Rep. Dominicana | 16  |
| 2009 | Canada Giappone Messico Porto Rico Stati Uniti | Giappone        | 5-3 (extra inning) | Corea del Sud | Venezuela     | Stati Uniti     | 16  |
| 2013 | Giappone Porto Rico Stati Uniti Taiwan         | Rep. Dominicana | 3-0                | Porto Rico    | Giappone      | Paesi Bassi     | 16  |
| 2017 | Corea del Sud Giappone Messico Stati Uniti     | Stati Uniti     | 8-0                | Porto Rico    | Giappone      | Paesi Bassi     | 16  |
| 2023 | Giappone Taiwan Stati Uniti                    | Giappone        | 3-2                | Stati Uniti   | Messico       | Cuba            | 20  |

## Medagliere
| Pos. | Nazione         | Oro | Argento | Bronzo | Totale |
| ---- | --------------- | --- | ------- | ------ | ------ |
| 1    | Giappone        | 3   | 0       | 2      | 5      |
| 2    | Stati Uniti     | 1   | 1       | 0      | 2      |
| 3    | Rep. Dominicana | 1   | 0       | 0      | 1      |
| 4    | Porto Rico      | 0   | 2       | 0      | 2      |
| 5    | Corea del Sud   | 0   | 1       | 1      | 2      |
| 6    | Cuba            | 0   | 1       | 0      | 1      |
| 7    | Messico         | 0   | 0       | 2      | 2      |
| 8    | Venezuela       | 0   | 0       | 1      | 1      |

## Risultati per squadra
| Squadra         | Posizione nel torneo | Posizione nel torneo | Posizione nel torneo | Posizione nel torneo | Posizione nel torneo | Partecipazioni totali |
| Squadra         | 2006 (16)            | 2009 (16)            | 2013 (16)            | 2017 (16)            | 2023 (20)            | Partecipazioni totali |
| --------------- | -------------------- | -------------------- | -------------------- | -------------------- | -------------------- | --------------------- |
| Australia       | 13                   | 12                   | 16                   | 9                    | 7                    | 5                     |
| Brasile         | -                    | -                    | 14                   | -                    | -                    | 1                     |
| Canada          | 9                    | 13                   | 12                   | 15                   | 12                   | 5                     |
| Cina            | 15                   | 11                   | 13                   | 16                   | 20                   | 5                     |
| Colombia        | -                    | -                    | -                    | 11                   | 18                   | 2                     |
| Corea del Sud   | 3                    | 2                    | 9                    | 10                   | 9                    | 5                     |
| Cuba            | 2                    | 6                    | 5                    | 7                    | 4                    | 5                     |
| Giappone        | 1                    | 1                    | 3                    | 3                    | 1                    | 5                     |
| Gran Bretagna   | -                    | -                    | -                    | -                    | 15                   | 1                     |
| Israele         | -                    | -                    | -                    | 6                    | 16                   | 2                     |
| Italia          | 10                   | 10                   | 7                    | 12                   | 8                    | 5                     |
| Messico         | 6                    | 8                    | 11                   | 13                   | 3                    | 5                     |
| Nicaragua       | -                    | -                    | -                    | -                    | 19                   | 1                     |
| Paesi Bassi     | 11                   | 7                    | 4                    | 4                    | 13                   | 5                     |
| Panama          | 14                   | 15                   | -                    | -                    | 11                   | 3                     |
| Porto Rico      | 5                    | 5                    | 2                    | 2                    | 7                    | 5                     |
| Rep. Ceca       | -                    | -                    | -                    | -                    | 14                   | 1                     |
| Rep. Dominicana | 4                    | 9                    | 1                    | 5                    | 10                   | 5                     |
| Spagna          | -                    | -                    | 15                   | -                    | -                    | 1                     |
| Stati Uniti     | 8                    | 4                    | 6                    | 1                    | 2                    | 5                     |
| Sudafrica       | 16                   | 16                   | -                    | -                    | -                    | 2                     |
| Taipei cinese   | 12                   | 14                   | 8                    | 14                   | 17                   | 5                     |
| Venezuela       | 7                    | 3                    | 10                   | 8                    | 5                    | 5                     |

## Premi

### Giocatore più apprezzato
Il vincitore inaugurale del premio nel 2006 è stato il giapponese Daisuke Matsuzaka, che ha lanciato 13 inning e ha concluso con un record di 3-0.
Ancora una volta nel World Baseball Classic del 2009, Matsuzaka ha ricevuto il classico MVP mondiale, terminando con un record di 3-0 e un'ERA di 2,54. Nel 2013, Robinson Canó ha vinto l'MVP dopo aver segnato .469 con due fuoricampo e sei RBI nel corso del torneo.
Il lanciatore dei Toronto Blue Jays Marcus Stroman ha portato a casa il premio nel 2017 per gli Stati Uniti.
Nel 2023, la superstar dei Los Angeles Angels Shōhei Ōtani ha ottenuto il titolo di MVP.
| Anno | Giocatore         | Ruolo                          | Nazionalità           |
| ---- | ----------------- | ------------------------------ | --------------------- |
| 2006 | Daisuke Matsuzaka | Lanciatore                     | Giappone              |
| 2009 | Daisuke Matsuzaka | Lanciatore                     | Giappone              |
| 2013 | Robinson Canó     | Seconda base                   | Repubblica Domenicana |
| 2017 | Marcus Stroman    | Lanciatore                     | Stati Uniti d'America |
| 2023 | Shōhei Ōtani      | Lanciatore Battitore designato | Giappone              |